# Ireneusz Wilk (urzędnik państwowy)
Ireneusz Wilk (ur. 19 maja 1965) – polski prawnik i urzędnik państwowy, adwokat, arbiter, w 2001 podsekretarz stanu w Ministerstwie Finansów i Generalny Inspektor Informacji Finansowej.

## Życiorys
Ukończył studia prawnicze. Publikował artykuły związane z prawem karnym i zwalczaniem przestępczości, został członkiem Stowarzyszenia Naukowego Prawa Karnego im. Profesora Juliusza Makarewicza. W 1991 pracował w gabinecie ministra spraw wewnętrznych, a od 1992 do 1994 jako starszy inspektor w Urzędzie Ochrony Państwa. Następnie do 2003 był zatrudniony w Komendzie Głównej Straży Granicznej: od 1994 do 1997 na stanowisku inspektora i starszego inspektora w Inspektoracie Nadzoru i Kontroli, a od 1997 do 1999 dyrektor Biura Dochodzeniowo-Śledczego. W latach 1999–2001 dyrektor Departamentu Zezwoleń i Koncesji w Ministerstwie Spraw Wewnętrznych i Administracji oraz zastępca Rzecznika Dyscypliny Finansów Publicznych przy Komisji Orzekającej w MSWiA.
15 lutego 2001 objął funkcję wiceministra finansów, odpowiedzialnego m.in. za walkę z praniem brudnych pieniędzy, i Generalnego Inspektora Informacji Finansowej. Zakończył pełnienie stanowiska wraz z rządem Jerzego Buzka w 2001. W 2002 został nauczycielem akademickim na Wydziale Prawa, Prawa Kanonicznego i Administracji Katolickiego Uniwersytetu Lubelskiego Jana Pawła II. Od 2002 do 2003 pozostawał doradcą ministra środowiska ds. prawnych jako wicedyrektor gabinetu, a także działał w radzie konsultacyjnej przy resorcie. W 2003 rozpoczął prowadzenie własnej kancelarii adwokackiej, był m.in. pełnomocnikiem rodziny Krzysztofa Olewnika. Zasiadł też we władzach okręgowej rady adwokackiej, gdzie w 2005 został zastępcą rzecznika dyscyplinarnego. Później obejmował funkcje arbitra w sądach arbitrażowych przy: Konfederacji Lewiatan (2005), Komisji Nadzoru Finansowego (2011) i Krajowej Izbie Gospodarczej (2013). Został prezesem Fundacji Niedziela.